# Castillo de la Lousa
El Castillo de la Lousa, también conocido como el Castillo Romano de Lousa, está situado en la Herdade do Montinho, parroquia de Nossa Senhora da Luz, municipio de Mourão, distrito de Évora, Portugal.

## Historia
Se construyó en la cima de un acantilado en posición dominante sobre el río Guadiana, de hecho es una pequeña fortificación romana, de planta rectangular, con piedras de esquisto, material abundante en la región. Este sitio arqueológico, testimonio de la  invasión romana de la península ibérica, fue fechado entre el siglo II a. C. y el siglo I a. C.
Clasificada como Monumento Nacional por Decreto publicado el 3 de junio de 1970, la zona quedó sumergida por el lago formado con la construcción y explotación del embalse  de Alqueva, que genera energía hidroeléctrica para la región del Alentejo. Esta clasificación se debe al estudio arqueológico realizado por Joaquim Bação Leal y el teniente coronel Afonso do Paço, uno de los mayores defensores de la zona en aquella época.
La conclusión de esta encuesta que culminó en la clasificación del Castillo de Lousa como Monumento Nacional fue después de la muerte de Afonso do Paço, y se debe en gran medida a Joaquim Bação Leal que obtuvo fondos para la campaña de encuesta a través de la Fundación Calouste Gulbenkian y la Sociedad Nacional de Bellas Artes.
Con la firma de un protocolo entre la Empresa de Desarrollo e Infraestructura de Alqueva (EDIA) y el Instituto Arqueológico Portugués (IPA) y el permiso de los herederos de José Rico Godinho Apostolo, el 4 de junio de 1997 se movilizaron diecisiete grupos formados por arqueólogos, técnicos y estudiantes para llevar a cabo estudios y excavaciones en la zona a inundar, y se identificaron más de doscientos sitios arqueológicos que abarcan el período paleolítico desde la Edad Media y la Edad Moderna.
Una de las acciones desarrolladas fue un estudio arqueológico-fotográfico actualizado de los restos de la fortificación romana, eligiendo preservarlos para las generaciones futuras. Esta tarea se llevó a cabo mediante la participación de los vestigios con sacos de arena, cubiertos a su vez con una pasta de cemento especial, a fin de evitar el desgaste causado por las aguas.
Además, entre 1998 y 2003, la antigua Aldea de la Luz fue evacuada y sus habitantes fueron reasentados en un nuevo asentamiento, a un nivel más alto, en torno a una nueva iglesia para la patrona, Nossa Senhora da Luz, el nuevo cementerio, que recibió los despojos del anterior y un museo dedicado a los testimonios de la ocupación de la región.
El proyecto de reasentamiento bajo el título de «Cementerio, Iglesia de Nuestra Señora de la Luz y Museo de la Luz», de los arquitectos Pedro Pacheco y Marie Clément, recibió el «Premio Internacional de Arquitectura en Piedra-2005».